# Sob Nova Direção
Sob Nova Direção é um sitcom brasileira produzido e exibido pela TV Globo de 18 de abril de 2004 a 8 de julho de 2007, em 124 episódios divididos em quatro temporadas.
Criada e protagonizada por Heloísa Périssé e Ingrid Guimarães, a série teve roteiros de Paulo Cursino, Aloísio de Abreu, Marcelo Saback, Elisa Palatnik, Bernardo Jablonski, Cláudio Torres Gonzaga, Renê Belmonte, Tiza Lobo, Chico Soares, Isabel Muniz, Juca Filho, Alessandro Marson, Gabriela Amaral e Adriana Chevalier. A direção geral foi de Mário Farias e a produção de Roberto Farias.
Contou com as atuações de Heloísa Périssé, Ingrid Guimarães, Luís Miranda, Luiz Carlos Tourinho e Otávio Müller nos papeis principais.

## Enredo

O elenco do seriado: Otávio Müller, Heloísa Périssé, Ingrid Guimarães, Luis Miranda e Luiz Carlos Tourinho.

Belinha é uma dondoca milionária e fútil que nunca trabalhou e está no quarto casamento, quando seu último marido pede a separação e a deixa sem nenhum centavo, apenas com um bar falido no subúrbio. Desolada, ela quase acaba atropelada por Pit, uma taxista cheia de complexos por ainda ser solteira aos 30 anos, que foi colega de escola de Belinha na infância e decide ajudá-la, embora acabe despedida e despejada no mesmo dia. Sem dinheiro ou emprego, as novas amigas decidem reerguer o bar e transformá-lo em uma fonte rentável para sobreviverem, morando no andar acima, onde muitas confusões acontecem a cada episódio.
No local trabalha Franco, ex-gerente do antigo bar que mora no local e decide permanecer com as novas donas, e Moreno, ex-mordono de Belinha, que não suportava a recente esposa de seu ex-marido e foi atrás de ajudar a patroa. Além disso, há ainda Horácio, um trambiqueiro que raramente paga a conta e vive de pequenos golpes, que acabam sempre sobrando para as duas.
A partir da terceira temporada, o programa passou por mudanças. Logo no primeiro episódio um incêndio provocado por Pit e Belinha quando faziam uma banana flambada deixou o bar em cinzas. Com o seguro contra incêndio vencido, elas vendem parte do local para Horácio, que ganhou dinheiro no jogo do bicho, e tenta alavancar o local festas temáticas malucas. Pit tenta um novo emprego a cada episódio, como, por exemplo, vendedora de loja de noivas, doceira, moça do tempo, depiladora, entre outros. Belinha foi trabalhar na revista de moda Chiquíssima, porém se torna capacho do chefe. Com a gravidez real de Heloísa Périssé, a personagem também engravidou, nascendo o bebê desta no último episódio.
No primeiro episódio da temporada 2007, a última do seriado, A Mãe do Filho da Mãe, Horácio termina preso após um de seus trambiques. Sem ter de quem cobrar o aluguel, Pit e Belinha se veem outra vez em aperto financeiro.
Elas tentam vender o bar, mas não têm sucesso. A solução acaba sendo a mãe de Horácio, Berta (Lúcia Alves), uma senhora moderna e geniosa. Depois de um mal-entendido quanto ao destino do filho, Franco dá a entender que Horácio morreu e Berta acaba se tornando a nova sócia do bar.
Pit e Belinha seguem, portanto, no comando do bar, aprontando ao lado de Franco e Moreno. A grande novidade da temporada é a nova mascote do estabelecimento, o bebê Maria Cecília, a Cicinha, filha de Belinha.

### Final da série
No último episódio, Belinha sofre um acidente, e acaba perdendo a memória e achando que ainda é rica, esquecendo de Pit e de todas as suas aventuras com a amiga ao longo da série. Ela acaba por expulsar Pit de casa ao vender o bar e o apartamento, dando metade do dinheiro para Berta, e demitir Gil, que volta para a Bahia, e Franco. No final, Pit coloca as coisas no fusca, sequestra a filha de Belinha e vai embora, mas volta para devolver a bebê. Nesse meio tempo, Belinha retoma a memória perdida e ao encontrar Pit novamente, as duas se abraçam e tentam buscar Gil e Franco, porém Belinha admite que não há mais o que fazer, já que o bar já foi vendido, então as duas resolvem escrever um novo capítulo em suas vidas, ligar o fusca e procurar um lugar para levar uma vida Sob Nova Direção.

## Elenco

### Principal
| Ator                 | Personagem                 | Temporadas | Temporadas | Temporadas | Temporadas |
| Ator                 | Personagem                 | 1ª 2004    | 2ª 2005    | 3ª 2006    | 4ª 2007    |
| -------------------- | -------------------------- | ---------- | ---------- | ---------- | ---------- |
| Heloísa Périssé      | Isabelle Y Silva (Belinha) |            |            |            |            |
| Ingrid Guimarães     | Pit Vasconcellos           |            |            |            |            |
| Luis Miranda         | Moreno Gil                 |            |            |            |            |
| Luiz Carlos Tourinho | Franco Francoso            |            |            |            |            |
| Otávio Müller        | Horácio Prachedes          |            |            |            |            |
| Lúcia Alves          | Berta Prachedes            |            |            |            |            |

### Recorrente
| Ator            | Personagem   | Temporadas | Temporadas | Temporadas | Temporadas |
| Ator            | Personagem   | 1ª 2004    | 2ª 2005    | 3ª 2006    | 4ª 2007    |
| --------------- | ------------ | ---------- | ---------- | ---------- | ---------- |
| Flávio Siqueira | Ralf         |            |            |            |            |
| Bruno Mazzeo    | Rick Lacerda |            |            |            |            |

### Personagens
- Isabelle Y Silva (Belinha) (Heloísa Périssé): Ex-dondoca, sempre tenta ser fina e manter uma personalidade forte mas acaba se metendo em confusão. Melhor amiga de Pit, gosta de ser chamada de "Belinha" pelos seus amigos. Isabelle era muito conhecida por causa de seu bordão "Ouuve".
- Patrícia Vasconcellos (Pit) (Ingrid Guimarães): Melhor amiga de Belinha, fica desesperada para encontrar um marido para ter filhos. Pit é dona de um fusca rosa, um carro que ela trata como uma filha. Ela sempre usava o bordão "Eu já tenho trinta, até eu conhecer alguém 31, até eu noivar 32, até eu casar e ter filhos 33...".
- Franco Francoso (Luiz Carlos Tourinho): Franco é um garçom mal-humorado, um pouco ingênuo e sincero. Ganhou diversos apelidos pelo Horácio por causa de sua baixa estatura, muitas mulheres se sentiram atraídas por ele. No episódio "As Garotas do Adeus" revela ser apaixonado por Pit.
- Moreno Gil (Luis Miranda): Baiano com orgulho, ex-mordomo de Belinha, é amigo de Franco, se tornou cozinheiro do bar após pedir demissão a Carlos. Moreno sempre gosta de mostrar a cultura baiana para todos. Volta para a Bahia no final da série.
- Horácio Prachedes (Otávio Müller): Malandro, sempre dando calote, Horácio bebe fiado no bar de Pit e Belinha, em que virou o dono. Na última temporada Horácio não aparece, alegado que o personagem foi preso por seus diversos golpes.
- Berta Prachedes (Lúcia Alves): Mãe de Horácio, durona, substituiu seu filho no cargo do bar na última temporada.

## Antecedentes
Em 2003 Heloísa Périssé e Ingrid Guimarães estavam viajando juntas por Paris, na França, quando presenciaram a briga de duas donas de um mesmo bar, que acabaram se acertando e rindo da situação, o que lhes deu ideia para criar uma série baseada na história. Em 28 de dezembro de 2003 o episódio piloto de Sob Nova Direção é lançado na Rede Globo como um especial de fim de ano da Rede Globo para avaliar a receptividade do público com a temática e as personagens.
O especial trouxe no elenco Lionel Fischer como Carlos, ex-marido de Belinha; Monica Martelli como Jéssica, a nova esposa de Carlos; Regina Dourado como a empresária Ilsa Sarmento; Marcius Melhem como o advogado de Belinha; Ricardo Kosovski como o advogado de Carlos; Marco Vilella como o ex-segurança de Belinha; Ademir Zanyor como Edilson, o rapaz que despeja Pit; Xando Graça como o patrão de Pit na empresa de taxis; Adriana Garambone e Maria Clara Gueiros como as donas da academia Super Fitness; Diogo Vilela como o diretor do comercial de inseticida; Bernardo Jablonsky como o gerente do banco; além das aparições de Rodrigo Hilbert, Anja Bittencourt, João Antonio e a voz de Caetano Veloso.

## Produção
Devido a boa repercussão de audiência e público do especial de fim de ano, Sob Nova Direção foi aprovado para entrar na grade de programação de 2004 como um seriado fixo, estreando em 18 de abril às 23h, indo ao ar semanalmente aos domingos após o Fantástico. O último episódio foi ao ar no dia 8 de julho de 2007 O personagem Horácio pertencia ao especial de fim de ano Carol & Bernardo, que acabou não sendo transformado em série, porém Heloísa e Ingrid gostaram tanto que decidiram convidar Otávio Müller para interpretar o personagem em Sob Nova Direção. Heloísa Perissé engravidou antes do início da terceira temporada, sendo que para resolver o impasse decidiu-se que a personagem Belinha também engravidaria para dar continuidade à série – na série Pit iria fazer uma inseminação artificial para ser mãe e Belinha um exame ginecológico, mas, após uma confusão, o procedimento das duas foi trocado.
Otávio Müller pediu para deixar o seriado no final da terceira temporada para retornar às novelas, entrando para o elenco de Paraíso Tropical no ano seguinte, sendo que na história ele foi substituído por Lúcia Alves interpretando sua mãe. A quarta temporada foi a mais curta, com apenas 14 episódios, sendo que a série foi cancelada em junho de 2007 à contragosto das protagonistas, que desejavam continuar no projeto. Na época, Ingrid declarou ter ficado abalada com o cancelamento: "Sei que reciclar a programação é um caminho natural, mas estou tristíssima. É um produto feito para a família inteira. As pessoas nem mais falam que é o “Sob nova direção”, elas dizem" que é o programa da Pit e da Belinha". As atrizes continuaram conversando com a emissora para a produção de uma quinta temporada, mas desistiram dos planos quando Luiz Carlos Tourinho faleceu em janeiro de 2008.

## Episódios
| Temporada | Temporada              | Episódios              | Exibição Original      | Exibição Original      |
| Temporada | Temporada              | Episódios              | Estreia de temporada   | Final de temporada     |
| --------- | ---------------------- | ---------------------- | ---------------------- | ---------------------- |
|           | Especial de fim de ano | Especial de fim de ano | 28 de dezembro de 2003 | 28 de dezembro de 2003 |
|           | 1ª                     | 35                     | 18 de abril de 2004    | 26 de dezembro de 2004 |
|           | 2ª                     | 38                     | 3 de abril de 2005     | 18 de dezembro de 2005 |
|           | 3ª                     | 38                     | 2 de abril de 2006     | 17 de dezembro de 2006 |
|           | 4ª                     | 13                     | 15 de abril de 2007    | 8 de julho de 2007     |

## Exibição
Está sendo reprisada pelo canal por assinatura GNT desde 7 de agosto de 2023, ocupando as manhãs da emissora junto com Os Normais.

### Outras Mídias
Em 1º de abril de 2024, foi disponibilizada na íntegra pelo Globoplay, como parte do projeto Resgate.

## Música
Em 2004 e 2005 o tema de abertura era cantado por Heloísa Périssé e Ingrid Guimarães. Em 2006 o mesmo tema era cantado por Marjorie Estiano. Em 2007, o tema passou a ser instrumental.